# قرم مخزني
قرم مخزني أو قرم طبي أو شَوْرَى (الاسم العلمي: Avicennia officinalis)، هو نوع من أشجار الأيكة الساحلية المعروف أيضًا باسم الأيكة الساحلية الهندية. اسم الجنس العلمي للقرم مُسمى على ابن سينا.

## النطاق والموئل
يمتد القرم المخزني من شرق المحيط الهندي إلى غرب المحيط الهادئ، على طول سواحل الهند، سريلانكا، بنغلاديش، ميانمار، تايلاند، كمبوديا، فيتنام، إندونيسيا، ماليزيا، بروناي، تيمور الشرقية، غينيا الجديدة، وشمالي وشرقي أستراليا (الإقليم الشمالي (أستراليا)، كوينزلاند, ونيوساوث ويلز).
القرم المخزني يتواجد بشكل متقطع على ضفاف الأنهار ونادرًا ما يوجد بالقرب من البحر. إنهُ يفضل التربة الطينية ويوجد عادًة داخل البلاد.